# Люксембурзький сад (Едельфельт)

## Передісторія створення
Художник мешкав у Парижі близько десяти років. Як і більшість іноземних митців, він пильно вивчав твори художників-попередників і художників-сучасників. У Парижі серед художніх тем другої половини 19 століття був Люксембурзький сад, відданий під прогулянки дам і жінок із заможних родин, з дітьми та без них.
Едельфельт також був серед тих, хто відвідував Люксембурзький сад. Тому не дивно, що він робив там замальовки, по котрі відомо з його листування, де він розповідав про народження задуму картини і його втілення.
Вона стала відбитком тих настроїв західноєвропейських художників, що вважали тогочасний Париж центром сучасного мистецтва і власної причетності до його художніх процесів і знахідок. Тим не менше, Едельфельт не часто звертався до сценок паризького життя. Помітно більше його цікавило людське обличчя і він виробився у художника побутових сцен з фінського життя та у відомого портретиста.

## Портрети роботи Альберта Едельфельта

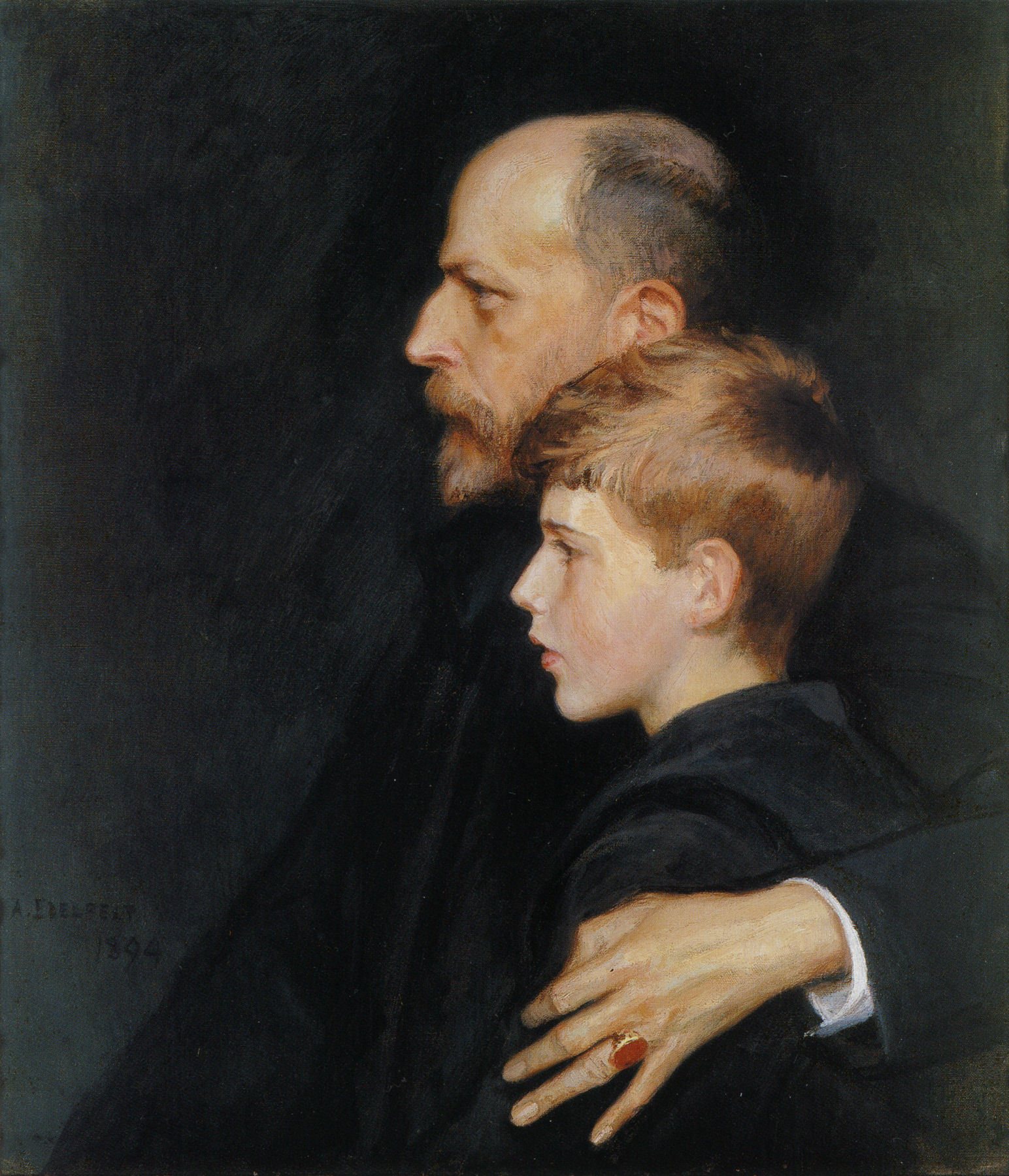
«П'єтро  та Маріо Кронін»
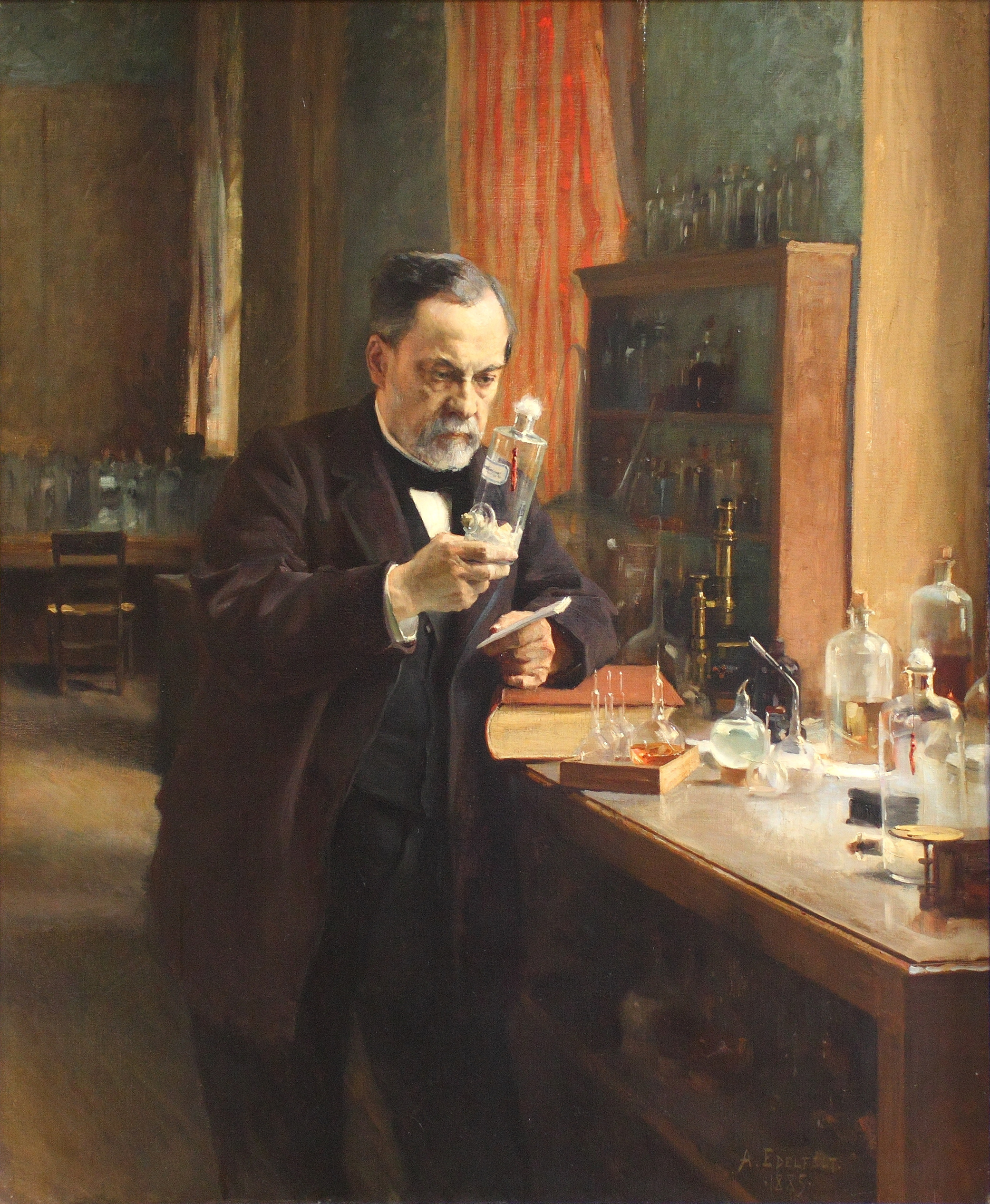
«Портрет Луї Пастера», французького науковця і мікробіолога, Музей д'Орсе
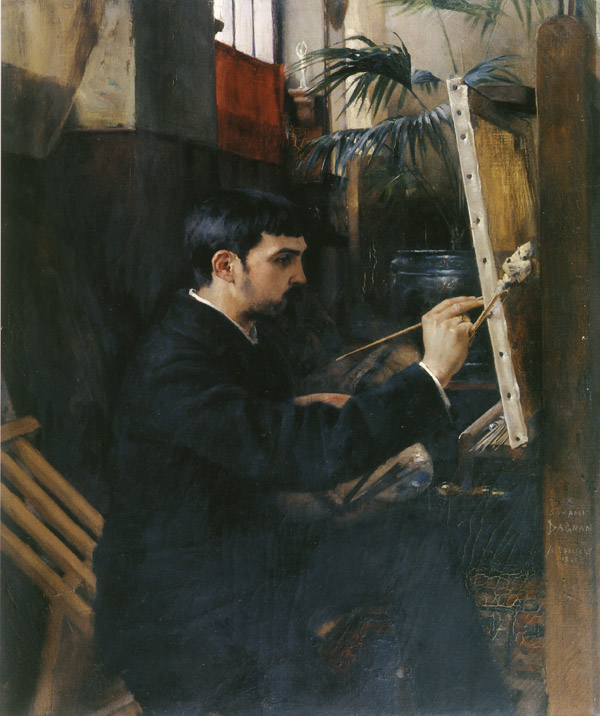
«Французький художник Даньян-Бувре»
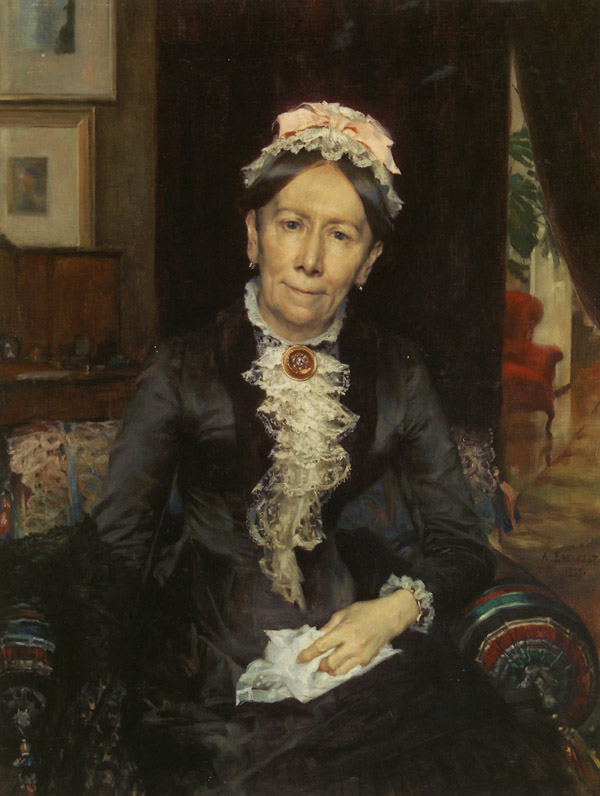
«Тереза Шифнер»
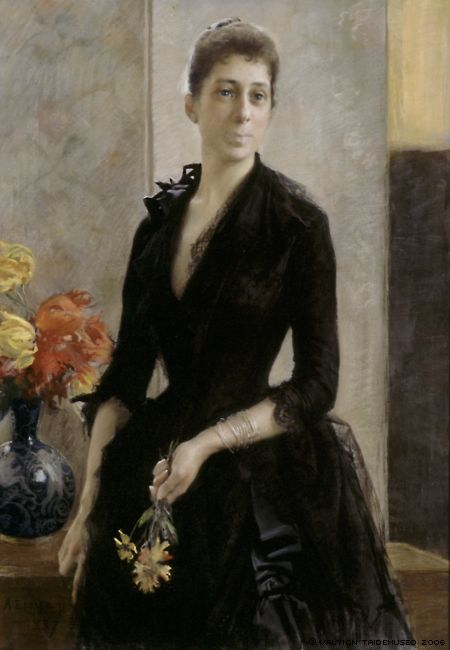
«Мадам Вісгербер де Страгович»

## Опис твору

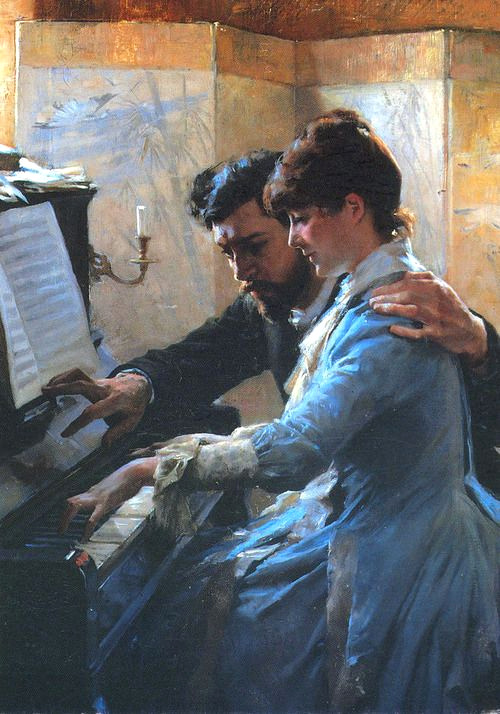
«Не тільки гра на піаніно», 1884 р. Художній музей, Гетеборг, Швеція

В картині « Люксембурзький сад, Париж» добре вибудована композиція. Люди зосереджені у певних групах і перебувають у спокійному стані.
У групі ліворуч на першому плані дебела бонна заплітає косчку малій дівчинці з багатої родини. Приналежність до заможної родини тоді позначав певний одяг бонни, певний стрій: роба з фартухом до землі, а на голові великий берет із довгими стрічками. В картині Едельфельта присутні декілька жінок у відповідному строї, хоча вони різняться кольорами. Ці сукні бонн контрастують із паризькою модою багатих дам, одна з котрих розташована за бонною у темній сукні. На відміну від закутих у добропорядність жінок своєю щирістю відрізняються діти, а їх замальовки у картині належать до кращих фрагментів створеного полотна. Людські групи і діти ручно розташувались на насипному ґрунті садових стежок. Усю композицію вінчають точно відображені прикмети саду — частина фасаду королівського палацу, старі дерева і дві вежі церкви, розташованої неподалік.
В цілому картина присвячена необтяжливому перебуванню публіки літньою порою у саду. В картині — відбиток мінливості і побутовості, що наближає твір до малозначущості картин французьких імпресіоністів, відсутності значимих подій при тонко розробленій колористичній гаммі твору.
Едельфельт був здатний помітити щирі і міцні людські почуття. І доводив це у інших власних картинах. Серед них — два профілі близьких батька і сина («П'єтро та Маріо Кронін») та зігріта теплим почуттям картина «Не тільки гра на піаніно».